# شهرستان شینهوا
شهرستان شینهوا (به لاتین: Xinhua County) یک شهرستان‌های جمهوری خلق چین در چین است که در لوادی واقع شده‌است. شهرستان شینهوا ۳٬۶۳۴٫۹۸ کیلومتر مربع مساحت و ۱٬۱۱۰٬۹۱۰ نفر جمعیت دارد.